# Farrtjärnarna (Tännäs, Härjedalen)
Farrtjärnarna är en sjö i Härjedalens kommun i Härjedalen och ingår i Ljusnans huvudavrinningsområde.